# 最初の恋人達
「最初の恋人達」（さいしょのこいびとたち）は、1987年4月21日にリリースされた岩崎宏美の42枚目のシングル。

## 解説
- 「決心／夢狩人」などを作曲提供し、事務所独立後の岩崎の復活を助けた奥慶一が、今作ではタンゴ風の曲を提供。
- B面には、前年のアルバム『わがまま』収録で、フジテレビ系『夜のヒットスタジオ』でも披露された「姫ごころ」を収録。

## 収録曲
- 両楽曲共に、作詞：佐藤ありす

1. 最初の恋人達（3分50秒）
作曲・編曲：奥慶一
2. 姫ごころ（3分26秒）
作曲：花岡優平／編曲：山川恵津子